# Hieracium bertisceum
Hieracium bertisceum es una especie de planta con flor del género Hieracium, de la familia Asteraceae, orden Asterales.

## Distribución
Hieracium bertisceum se distribuye por Kosovo.

## Taxonomía
Fue descrita científicamente por Niketic. Fue publicada en Willdenowia 35: 265 (2005).